# Rudy Jackson
Rudolph „Rudy“ Jackson (* 1901 in Fort Wayne, Indiana; † um 1968 in Chicago) war ein amerikanischer Klarinettist und Tenorsaxophonist des traditionellen Jazz und des Swing.

## Leben und Schaffen
Rudy Jackson wuchs als Kind zweier Musiker in Chicago auf. Ab seinem 17. Lebensjahr spielte er in lokalen Bands, seit 1920 bei Carroll Dickerson, 1923/24 bei King Oliver. Er hatte danach Engagements in Wanderrevuen und ging mit Billy Butlers Band 1925 nach New York. Dort spielte er auch im Orchester der „All black“-Musical Comedy Lucky Sambo (mit Unterbrechungen bis 1927). 1926/27 war er bei Duke Ellington engagiert. Von 1929 bis 1933 arbeitete er zeitweilig in Noble Sissles Orchester, mit dem er auch durch Europa tourte, danach bei Leon Abbey und Teddy Weatherford in Indien. Dort hielt sich Jackson auch die meiste Zeit während des Zweiten Weltkrieges auf, nach dessen Ende er wieder nach Chicago zurückkehrte, um sich dann vom Musikgeschäft zurückzuziehen und bei der Western Union Telegraph Company zu arbeiten.
Jackson war beteiligt an Schallplatten-Aufnahmen in Orchestern von Ellington und Sissle, außerdem mit Sidney Bechet und mit Sippie Wallace.